# 法式长棍面包
法式長棍麵包（法語：baguette，法語：[baɡɛt] ⓘ，英語化發音/bæˈɡɛt/）又稱法國長棍麵包、法式硬麵包、法式麵包、長棍麵包，在中國大陸常簡稱法棍，是一种長條形、表面有斜切痕、硬度極高的面包，也是法国麵包文化的代表性美食。

## 名稱
在法文中，意思是長杖（英語：wand），指揮棒或是棍子。在1920年首次被記當成是一種麵包的名稱記錄下來

## 定義
在法国，有一条法律规定了法式长棍面包的制作工藝，法國面包須由不含油脂的麵粉制作而成。通常法國面包具有突出的长度、酥脆的外皮、以及促進麵糰發酵的切割纹路，这些纹路最后构成了面包的白色部分。
法國面包的标准直径大约为5-6厘米，極限長度可以达到1公尺，市面上所见的长度一般为65厘米左右。一个典型的法國面包重250克（8.8盎司）。

## 历史
法式长棍面包是由19世纪中期，奥地利，维也纳的面包工艺传承下来的，那时一种叫做deck（意为：厚底板）的烤炉开始被广泛使用。Deck炉是一种由传统的砖炉和气炉子结合而成的烤炉，它不用木柴而是用天然气加热像“甲板”一样的厚石堆或者耐火砖来烘烤。Deck烤炉需要注入水蒸汽，并且为了制作上佳的法國面包，有许多不同的注入水蒸汽的方法。烤炉通常高于400华氏度（204摄氏度），蒸汽的注入使得面包外皮在被加热充分之前就已经开始膨胀，最后形成一个又轻又有空气感的麵包。曾经就有长面包，但是面包师不经常制作。在1920年的十月，一项法律规定面包师不应该早上4点之前工作，这就使得当时人们在早餐时食用的圆形面包难以完成制作，而这个问题被后来出现的细长的法國面包解决了，因为它的准备和烘焙更为迅速。
現今製作法國面包時，多會在麵團中加進麥芽粉（malt powder），一可加添風味，二可作為酵母菌的食物（法國面包不加糖，酵母菌發酵時缺少食物）。

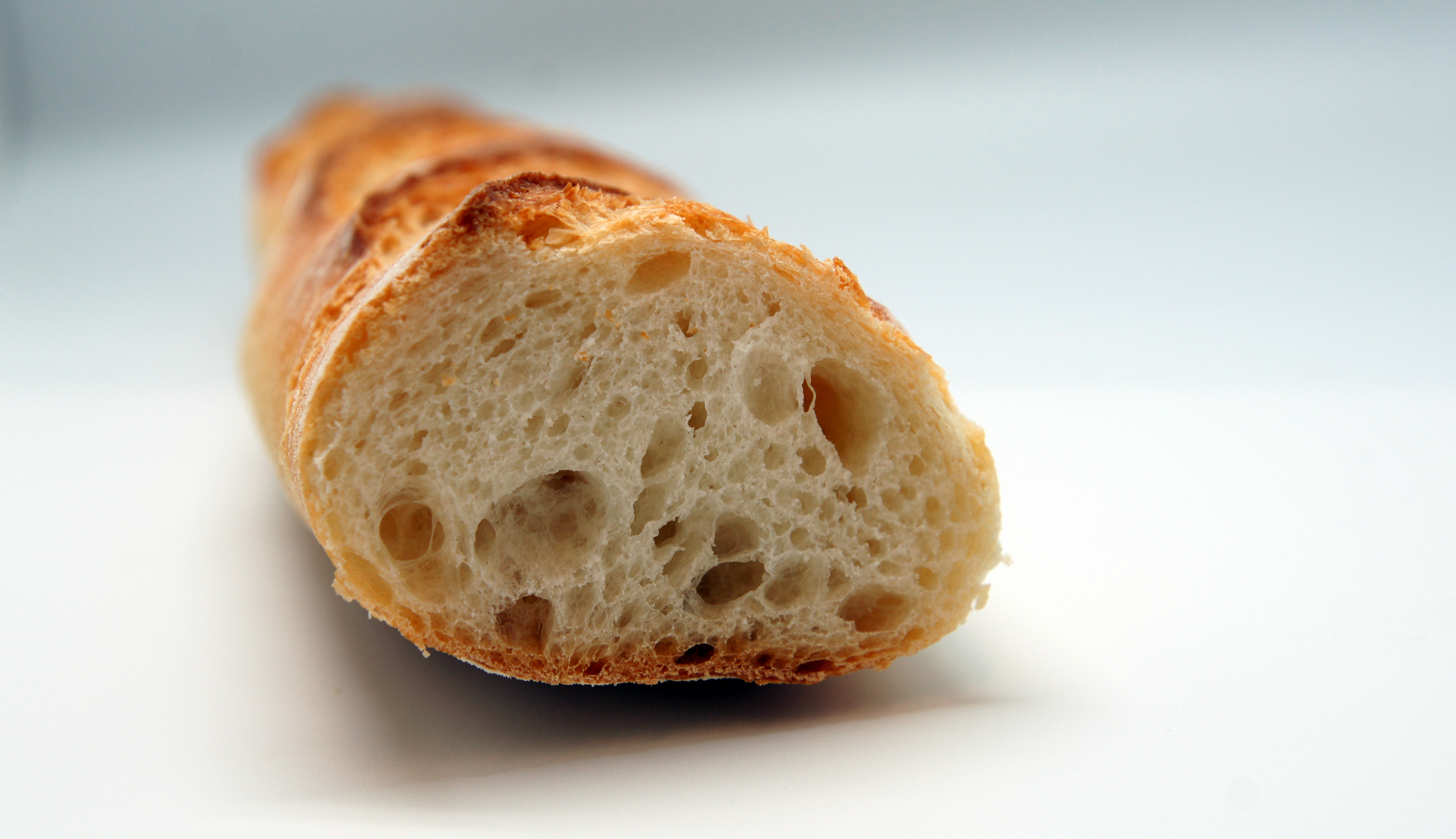
法式长棍切面

法式长棍面包与法国特别是巴黎有着特别深的联系，虽然世界的其他地方也制作法國面包。在法国，并不是所有的长条面包都叫做法國面包，比如一种短、且像足球状的或者在英国被称为“bâtard”的面包，通常是为了用完剩下的生面而制做，但是现在它的外形和重量都和法式长棍面包非常接近，还有一种管状的面包叫做“flûte”（在美国称为“parisienne”，意为“巴黎人”），flûte的长度是法國面包的一半，宽度是其两倍，且和法國面包的重量相当；同样还有一种薄面包叫做“ficelle”的也同法國面包的形状相似。即使法国面包本身也有很多种形狀，比如miche就是一种像大平底锅一样的面包，而“boule”，法语意为“球”也是一种大而圆的面包。三明治形状的面包有时也被叫做“半法式长棍”、“tiers”或者“Rudi卷”。
法式长棍面包以相对短的长度单独招待或者被切成短截一般是用来制作三明治（特别是海鲜三明治，或者叫做panino）的；Baguette通常以小块的形式伴以“pâté”（pâté是一种混合肉馅制成的肉片）和奶酪食用。法國面包作为法国内陆式早餐的一部分，它以小块的形式涂抹上果酱并且浸泡在咖啡或热巧克力里。在美国，法国长棍被分成两段用于制作法式披萨。
法式長棍麵包通常是做成外形稍微自由變化的麵包條，透過一連串的折、捲的動作成形，放在鋪上布的籃子內或一排排放在沾滿麵粉的麵糰發酵布上發酵，然後直接放在法國麵包專用爐裡烘烤，或使用能夠維持法式長棍麵包造型的特製帶孔烤盤烘烤，熱可以透過開孔傳導。一般美式法國麵包(French Bread)的油脂成分高很多，放在旋風烤箱烘烤，而不是使用法國麵包專用爐。
法國以外的地區，長棍麵包也有用其他的麵糰製作。例如，越南 bánh mì（越南法國麵包）(訛傳)使用高比例的粘米粉（白米磨成粉)，而很多美國、加拿大的麵包店除了法式麵包以外，同時也製作全麥、多種穀類和使用天然酵母的長棍麵包。此外，即使是法式配方，各地都有所不同。有些配方會添加少量牛奶、奶油、糖，或者麥芽萃取物 ，依照想要達到的口味、特性作調整。

## 相關
- 越式法包